# اوترویل-سور-موزل
اوترویل-سور-موزل (به فرانسوی: Autreville-sur-Moselle) یک کمون در فرانسه است که در Meurthe واقع شده‌است. اوترویل-سور-موزل ۴٫۴۹ کیلومتر مربع مساحت دارد.